# 海兵团
海兵团（日语：／ Kaiheidan ?）是旧日本海軍内由各鎮守府设立的一种基础教育培训机构。主要负责为舰艇和海军机构提供补充兵员；对现役海军士官和新兵进行培训；负责军港的警备防卫；此外还兼作为募集海军新兵和征召预备役兵员的机构。

## 概述

### 主旨
一般情况下，无论是志愿兵还是征召兵，都缺乏相应的军队经验。为了习惯军队生活，熟悉在狭窄的军舰内操纵各种设备，新兵需要在海兵团进行大约为期5个月的训练，接受基本的军事教育，包括学习海军的各种规章制度，培养军人的意志，然后由简入深进行包括舰艇操纵、火炮和轻武器使用等科目。
海兵团的基本职能包括：教育训练，军港守卫，同时为军舰提供补缺兵员。军舰需要兵员时可以直接从海兵团里抽选，相反有多余人员的时候也可以下放到海兵团。此外，海军士兵在即将退役前也会重新回到海兵团待命，直到退伍。在此期间一旦其他地方需要人手，这些人员就可以立即替补上去。因此海兵团里大致可以划分为定员、补缺员、新兵三类。在大正时期的海兵团定员大约600人；补缺员多时可以约500人，少时300人；新兵则1000人左右。
水兵的教育科目包括：炮术，即舰炮操作、陆战概要、炮术相关器具的概要、小口径火器的瞄准和发射；运用术，包括船体船具的概要、舰内实务、舰载艇和交通艇的操纵方法；别科，包括体操、装填术、手枪训练、刺刀训练、初级水雷训练（日语：水雷術初歩）、桅杆攀爬、手旗信号、口传以及报告方法、游泳等。其他还有军乐生的管乐、乐器使用、演奏、声学通论、唱歌；木工的船匠技术、潜水；轮机兵的轮机技术、轮机工业；医护兵的解剖学、生理学、药物学、护理术、绷带技能、伤员搬运法；主厨的厨房器具、食品相关事项、烹饪技能。以上种种，除了本科之外，也要学习一门别科。这些科目都是利用小型军舰进行实地教学训练，另外还有运用小型军舰模型教习军舰各部分名称、并且传授基础的炮术以及运用术。另外还有火炮、水雷、轮机、船体以及大小器具的扫除、打磨、修理、除锈、涂漆，还有各种仓库的扫除和整理等等。

### 日程安排
明治末年时，征召的水兵作为五等水兵和五等轮机兵，都需要先到海兵团受训。两者都要先接受为期4个月的第一期培训，然后水兵进行4个月的第二期军舰实习（轮机兵仅需要2个月），培训结束后晋升为四等水兵和四等轮机兵。
1943年出版、具有军方宣传性质的小册子《海兵团》里则比较详细地叙述了海兵团训练的内容和安排。日常训练的日程，从上午开始，包括体操和例行身体检查，然后是常规授课：训练是在练兵场，实习则是在实修室。下午在练兵场训练。傍晚则举行所谓“夕别课”，分为武技和体技。体技包括摔跤、羽毛球和排球等；武技则包括柔道和剑道。此外还要进行为期一周的小艇划船训练，以及陆上行军训练（大约5里路的距离）。在此之后则是在练习舰上进行持续三周的舰务实习。

## 所在地

### 橫須賀鎮守府管辖
- 横须贺海兵团

1884年（明治17年）日本海军设立横须贺屯营，同时开始创设海兵团。1896年（明治29年）海兵团改名为横须贺海兵团。横须贺海兵团最初的地址位于神奈川縣三浦郡横須賀町逸見，1917年（大正6年）迁往横須賀市楠之浦。战后转交给驻日美军使用。
- 武山海兵团

1941年（昭和16年）11月20日在神奈川縣三浦郡武山村设立了横须贺第二海兵团，1944年（昭和19年）1月4日改名为武山海兵团。战后改称为武山駐屯地，由横须贺教育队使用。
- 滨名海兵团

1944年（昭和19年）9月15日在靜岡縣新居町设立。战后改为农田。

### 吴镇守府管辖
- 吴海兵团

吴镇守府设立的同时，在镇守府用地内设置了吴海兵团。战后改用为吴教育队。
- 大竹海兵团

1941年11月20在广岛县佐伯郡设立吴第二海兵团，1944年1月4日改名为大竹海兵团。战后一度由复员援护局（日语：引揚援護局）使用，现为大竹港海港设施的一部分。
- 安浦海兵团

1944年9月1日在广岛县賀茂郡安浦町设置了安浦海兵团。战后改为安浦中学、住宅和农用地。

### 佐世保镇守府管辖
- 佐世保海兵团

佐世保镇守府设立的同时，在镇守府用地内设置了佐世保海兵团。战后为美军基地。
- 相浦海兵团

1941年11月20在长崎县佐世保市相浦设立佐世保第二海兵团，1944年1月4日改名为相浦海兵团。战后改为陸上自衛隊的相浦駐屯地。
- 针尾海兵团

1944年5月10日在长崎县东彼杵郡江上村设置了针尾海兵团。后与海軍兵學校针尾分校合并。战后一度由复员援护局使用，后改为农地。现为主題樂園豪斯登堡的一部分。

### 舞鶴鎮守府管辖
- 舞鹤海兵团

舞鹤镇守府设立的同时，在舞鹤设置了舞鹤海兵团。舞鹤镇守府降格为要港部后，原舞鹤海兵团用地也转交给海军机关学校使用。1941年4月在东舞鹤再次设立舞鹤海兵团。战后转为保安厅警备队舞鹤练习队（今海上自卫队舞鹤教育队）使用。
- 平海兵团

1944年9月1日在舞鹤市平设立。战后一度由复员援护局使用，现为平工业园区。

### 大凑警备府管辖
- 大凑海兵团，大凑警备府（日语：大湊警備府）设立。

### 大阪警备府管辖
- 大阪海兵团，大阪警备府设立。
- 田边海兵团

### 镇海警备府管辖
- 镇海海兵团，镇海警备府（日语：鎮海警備府）设立。

### 高雄警備府管辖
- 高雄海兵团